# Saudade, saudade
Saudade, saudade је песма португалске певачице Маро.
Маро је сарађивала на песми са Џоном Бландом. Песма је под утицајем шпанског фламенка, поред афричке и бразилске музике. Лирска тема песме је saudade, португалска реч без директног превода на енглески. Saudade је „дубоко емоционално стање меланхоличне чежње за особом или ствари која је одсутна“.
Маро је 4. новембра 2021. најављен као текстописац Festival da Canção, националног избора Португала за Песму Евровизије 2022. године. Дана 21. јануара 2022, Маро је најављено да ће извести своју песму под називом Saudade, saudade. У финалу, одржаном 12. марта те године, освојила је максималне поене жирија и телегласање, заузевши прво место са 24 бода, чиме је постала португалска представница на Песми Евровизије 2022. године.
Песма Евровизије 2022. одржана је у Торину, и састојала се од два полуфинала 10. и 12. маја, након чега је уследило финале 14. маја 2022. Португал је у финалу наступио на позицији 3, а завршава на 9. месту на табели.